# Jánosi Zoltán (lelkész)
Jánosi Zoltán (Nagyléta, 1868. július 14. – Debrecen, 1942. szeptember 16.) református lelkész, teológus, politikus, író.

## Élete
A macedoniai származású Jánosi (Joannovics) Márton ügyvéd és Kopócsy Irma fiaként született. A középiskolákat 1887-ben, a teológiát 1891-ben Debrecenben végezte el. Mint teológus, több pályadíjat nyert klasszika filológiai, filozófiai, és teológiai művekkel és költeményekkel. Közben 1890–1893-ban a debreceni főiskolában köztanító, 1891–1893-ig esküdt felügyelő, majd 1893–1894-ben senior volt. 1894 őszén lelkészi oklevelet nyert és egy évig tanárhelyettesként működött ugyanott. 1895–1896-ban ösztöndíjjal a zürichi egyetem hallgatója volt. 1896-tól a budapesti egyetem hallgatója volt a latin és német nyelvi szakon. 1898 és 1902 között Hajdúsámsonban működött lelkészként, majd 1902-től Debrecenben. 1918 februárjában Károly Mihály függetlenségi pártjának programjával néhány hónapra országgyűlési képviselőnek választották. 1918-ban a Nemzeti Tanács tagja volt, és belügyi államtitkár. 1919-ben a  Magyarországot megszálló román csapatok Erdélybe internálták. 1922-től ismét debreceni képviselő, illetve Füzesgyarmaton lelkész haláláig. Az 1930-as években belépett a szociáldemokrata pártba.

## Művei
Első költeménye a Debrecenben 1886. 25-ik szám) jelent meg; azután több költeményt írt még a debreceni lapokba, ahova egypár vezércikket és alkalmi cikket is írt; később a Képes Családi Lapokba, a Békésbe (1893) és a Vasárnapi Ujságba (1895) írt költeményeket. Szerkesztette a debreceni Hittanszaki Közlönyt 1889-91-ben és a Debreceni Lapokat 1893. december 24-től 1894. március 18-ig.
Önállóan a következő művei jelentek meg:
- Ünnepi és közönséges egyházi beszédek elő- és utóimádságokkal együtt. Debrecen, 1893.
- A világ vallása. Debrecen, 1893. (Hittani értekezés.)
- Költemények. Debrecen, 1894. (Ismert. Főv. Lapok 194. sz., Vasárn. Ujság 45. sz.)
- Alkalmi beszéd Kossuth Lajos születése napjának 100-ik évfordulóján 1902. szept. 19-én. A h. sámsoni olvasóegylet ünnepére írta és elmondotta –. (8-r. 18 l.) Debrecen, 1902.
- Politika és vallás. Beköszöntő beszéd elő- és utóimádsággal. (8-r. 31 l.) Debrecen, 1902.
- Székfoglaló egyházi beszédek imádságokkal. (8-r. 48 l.) Debrecen, 1903. (Szele Györggyel)
- Effata. A debreceni siketnéma iskola érdekében tartott egyházi beszéd. (8-r. 15 l.) Debrecen, 1904.
- Két erős ércbástya. Beszéd Kossuth Lajos halála napjának 10-ik évfordulójára, elő- és utóimádsággal. (8-r. 14 l.) Debrecen, 1904.
- Isten könyve. Az 1804-ben alapított britt-bibliatársaság fennállásának százados ünnepén tartott egyházi beszéd, elő- és utóimádsággal. (8-r. 20 l.) Debrecen, 1905.
- Az áruló Judás. Nagypénteki egyházi beszéd elő- és utóimádsággal. (8-r. 20, 1 l.) Debrecen, 1905.
- 1606–1906. Egyházi beszédek és imádságok a bécsi békekötés 300 évi ünnep alkalmára. Irták Könyves Tóth Kálmán, Jánosi Zoltán, Szele György. (8-r. 55 l.) Debrecen, 1906.
- Papi dolgozatok. I–X. kötet. (n. 8-r.) Debrecen, 1906–1917 (I. kötet. Halotti imádságok. (235 l.) 1906. II. kötet. Szertartási beszédek és alkalmi imádságok. (IV, 235 l.) 1907. III. kötet. Közönséges egyházi beszédek. (253 l.) 1909. IV. kötet. Ünnepi egyházi beszédek. (256 l.) 1910. 5/6. Alkalmi egyházi beszédek. 241 [1] l. 7. Halotti imádságok. 1913. IV, 235 [1] l. 8. Közönséges egyházi beszédek. 1914. 260 l. 9/10. Alkalmi egyházi beszédek. 1915, 1917. 251 [1], 230 l.)
- A keresztyénség földi hivatása (Prédikáció.). (Nagybánya, 1911.)
- A szentek egyessége. Egyházi beszéd 1910. junius 19-ikén. (8-r. 16 l.) Békés, 1910.
- Költemények. Debrecen, [1911]. Harmathy P. 224 l.
- Jöjjön el a te országod. (Egyházi beszédek a világháború idejéből.) Debrecen, 1915. Hegedüs–Sándor.
- Mi célból kikkel szövetkezzenek a protestánsok? Debrecen, 1914. Hegedüs–Sándor. 15 l.
- A rossz eredete és vége (Prot. Szle, 1916.).
- Absolon. Tragédia 5 felv. Debrecen, 1918. Hoffmann–Kronovitz. Budapest, Kókai biz. 211 l.
- Imádság Tüdős János koporsójánál. Budapest, 1918. Városi kny. 7 [1] l.
- Programmbeszéd. Debrecen,, 1918. Városi ny. 18 l.

Lefordította: Hadorn D. Vilmos: Férfiak és hősök. A svájci reformáció és annak áldásai. Debrecen, 1917.